# نجم قبل النسق الأساسي

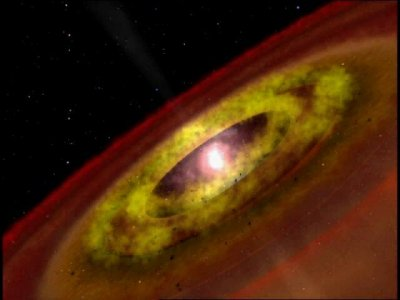
رسم فني لنجم T-Tauri وحوله قرصًا كوكبيًا.

نجم قبل النسق الاساسي (بالإنجليزية: pre-main-sequence star)‏ ( ويرمز له أيضا PMS star )) هو نجم ناشيء لا يزال في مرحلة قبل وصوله إلى النسق الأساسي. في تلك المرحلة المبكرة يكون الجرم المتكون نجما أوليا يجمع مادته ويزيدها من محيطه من الغاز والغبار البين نجمي. وبعد إبعاد النجم الأولي ما يحيطه من غبار زائد بعيدًا عنه يصبح مرئيًا ويبدأ في الظهور في رسم هرتزبرونغ-راسل. عند تلك المرحلة يكون النجم النشأ قد جمع مادته ولكن لم يبدأ فيه إندماج الهيدروجين. فينكمش النجم وترتفع درجة حرارته الداخلية عندما تصبح درجة حرارته الداخلية نحو 3 ملايين درجة فيبدأ اندماج الهيدروجين فيه ويشغل موقعه في النسق الأساسي.
| ولادة النجوم |
| - وسط بين نجمي - غيمة جزيئية - كرة بوك - سديم مظلم - جرم نجمي فتي - نجم أولي - نجم تي الثور - نجم قبل النسق الأساسي - هيربيغ أي/ نجم بي - سديم شمسي |
| أصناف الأجرام الفلكية |
| - جرم هيربج هارو |
| المفاهيم النظرية |
| - دالة الكتلة الأولية - كتلة جينس - آلية كلفن هلمهولتز - فرضية السديم - هجرة الكواكب                                                                |
| هذا الصندوق: اعرض ناقش عدل |

تلك هي المرحلة التي تسمى «ما قبل النسق الأساسي».
عندما نرصد جرم في مرحلة ما قبل النسق الأساسي فقد يكون نجما من نوع نجم تي الثور إذا كانت كتلته أقل من 2 كتلة شمسية، أما إذا كانت كتلته بين 2 إلى 8 كتلة شمسية فهو يظهر كنجم من نوع هيربيغ أي/ نجم بي. أما النجوم ذات الكتلة أولية أكبر من 8 كتلة شمسة فعي لا تمر بمرحلة ما قبل النسق الأساسي لأن النجم منهم ينكمش سريعا ويصبح نجما أوليا protostar. حينئذ يشع النجم ضوئه وبصبح مرئيا إذ يبدأ اندماج الهيدروجين في قلبه ويعد نجما من النسق الأساسي.
الطاقة الحاصلة في نجم قبل النسق الأساسي PMS object منشؤها التقلص الثقالي، أي الطاقة الناشئة من قوة الجاذبية التي تحاول تجميع كل مادة النجم في مركزه ؛ وتعاكسها في ذلك تفاعلات الروتون-بروتون المتسلسلة والتي تسمى «اندماج الهيدروجين». تلك هي القوى المؤثرة في نجوم النسق الأساسي، حيث يحدث توازن بين تلك القوة الضامة من الخارج إلى الداخل وتقاومها قوة الإشعاع العاملة من الداخل إلى الخارج والتي تنشأ من اندماج الهيدروجين.
في رسم هرتزبرونغ-راسل تنتقل نجوم ما قبل النسق الأساسي التي تكون كتلتها أكبر من 5و0 كتلة شمسية، تنتقل أولا رأسيا إلى اسفل عبر مسار هياشي، قم تنتقل أفقيا إلى اليسار عبر مسار هينيي حتى يصل إلى النسق الأساسي الذي يبقى فيه أطول مدة من عمره. أما نجوم ما قبل النسق الأساسي ذات كتلة أقل من 5و0 كتلة شمسية فهي تنكمش رأسيا عبر مسار هياشي طوال عمرها.
يمكن التفرقة بين نجم قبل النسق الأساسي ونجم من النسق الأساسي عن طريق رصد النجوم وتحليل أطيافها، التحليل الطيفي يقوم بقياس جاذبية سطحها surface gravity. يكون سطح نجم قبل النسق الأساسي عادة أكبر حجما من نظيره
من النسق الأساسي على الرغم من تساويهما في الكتلة ؛ فتكون جاذبية سطح النجم قبل النسق الأساسي أقل. ومع ان نجوم قبل النسق الأساسي تكون مرئية إلا انهم نادرون بالمقارنة بأعداد النجوم في النسق الأساسي، ذلك لأن انكماشهم يستغرق نحو 1% فقط من عمرهم حتى يشتعل فيهم اندماج الهيدوجين. وخلال المرحلة المبكرة من عمر انجم قبل النسق الأساسي، فإن أغلبية النجوم يكون لها قرصا كوكبيا، يمكن أن تنشأفيه كواكب فيما بعد.